# Luis Humberto Gómez Gallo
Luis Humberto Gómez Gallo (ur. 26 czerwca 1962 w Ibagué, zm. 25 grudnia 2013 tamże) – kolumbijski polityk, inżynier przemysłu, specjalizujący się w administracji biznesu i prawie konstytucyjnym. Jako senator reprezentował Kolumbijską Partię Konserwatywną. Zrezygnował na skutek politycznego skandalu w maju 2008 r.

## Studia
Gómez Gallo uczył się w Collegio Tolimenste w Ibagué. Studiował na Universidad Católica de Colombia w Bogocie, uzyskując tytuł inżyniera przemysłu. Ukończył ponadto studia podyplomowe z administracji biznesu i specjalizację w zakresie prawa konstytucyjnego na Universidad Externado de Colombia.

## Kariera polityczna
Gómez Gallo został wybrany na sekretarza robót publicznych w departamencie Tolimy. W 1986 roku ubiegał się
o miejsce w Radzie Miejskiej Ibagué i został wybrany na okres 1986–1992, reprezentując Kolumbijską Partię Konserwatywną.

## Senator Kolumbii
W 1994 Gómez Gallo startował w wyborach do Kongresu i został wybrany Senatorem Kolumbii, następnie został wybrany ponownie w 1998, 2002 oraz 2006 r. Był przewodniczącym Kongresu Kolumbii w okresie od 20 lipca 2004 do 20 lipca 2005.
Ożenił się Zulemą Jattin Corrales. Jako senator Gómez Gallo przewodniczył Komisji Konstytucyjnej Kongresu, którą to funkcję sprawował od 20 lipca 2003 do 20 lipca 2004. Komisja pracowała nad sprawami związanymi z regulacjami konstytucyjnymi. Był także wiceprzewodniczącym tejże komisji przez dwa kolejne lata.

## Skandal parapolityczny
W obecnej chwili Kolumbijski Sąd Najwyższy prowadzi śledztwo w sprawie jego udziału w tzw. „skandalu parapolitycznym”, dotyczącym związków polityków z bojówkami paramilitarnymi, zmuszającymi wyborców do oddawania głosów na powyższych polityków. Śledztwo w jego sprawie toczy się w związku z jego kontaktami z handlarzem narkotyków Edwardo Restrepo Victoria alias „El Socio”. 
10 października 2007 roku Prokurator Generalny nakazał aresztowanie Gómeza Gallo w Bogocie, na podstawie decyzji przewodniczącego Komisji Karnej Sądu Najwyższego Kolumbii. Stało się to po tym jak bojówkarz Jose Wilton Bedoya Rayo alias „Moisés” z bloku Tolimy, ze zdemobilizowanych Zjednoczonych Sił Samoobrony Kolumbii, przeciwko któremu prowadzone było śledztwo, oskarżył go o związek z zabójstwem kongresmena Pompilio de Jesús Avendaño w 2001 roku. Według bojówkarza Gómez Gallo zapłacił za zabójstwo Avendaño 300 mln pesos. 28 maja 2008 r. Gómez Gallo zrezygnował ze stanowiska senatora. W sierpniu tego samego roku został wypuszczony na wolność z powodu niewystarczających dowodów winy. Aresztowany ponownie w grudniu 2009 r., 25 maja 2011 r. został skazany na 9 lat więzienia.